# Nikola Sarcevic (Fußballspieler)
Nikola Sarcevic (* 27. Dezember 2006 in Wien) ist ein österreichischer Fußballtorwart.

## Karriere
Sarcevic begann seine Karriere beim SV Wienerberg. Zur Saison 2016/17 wechselte er zum SC Team Wiener Linien. Im Februar 2018 wechselte er in die Jugend des SK Rapid Wien, bei dem er ab der Saison 2020/21 auch in der Akademie spielte. Im Februar 2022 wechselte er in die Akademie von Rivale FK Austria Wien. Nach nur einem halben Jahr bei der Austria kehrte er zur Saison 2022/23 zum TWL zurück. Zur Saison 2023/24 rückte er in den Kader der ersten Mannschaft des Regionalligisten. Sein Debüt in der Regionalliga Ost gab er im September 2023. In seiner ersten Saison kam er zu sechs Einsätzen in der dritthöchsten Spielklasse. In der Saison 2024/25 hütete er in 27 Spielen das Tor.
Zur Saison 2025/26 wechselte er zum FC Red Bull Salzburg, für dessen zweitklassiges Farmteam FC Liefering er spielen sollte. Sein Debüt in der 2. Liga gab er im August 2025, als er am ersten Spieltag jener Saison gegen den SC Austria Lustenau in der Startelf stand.